# Bitcoin Classic
Bitcoin Classicは、ブロックサイズ制限を増やすことによってBitcoinのトランザクション処理能力を向上させることを目的としたBitcoinリファレンス実装「Bitcoin Core」のいくつかのフォークの1つ。
トランザクションデータを含むブロックは、不変ブロックチェーンの基本構造を形成する。
Bitcoin ClassicはBitcoin XTフォークと似ているが、Bitcoin XTフォークはそれほど攻撃的ではなく、Bitcoin Classicは最初の8ヶ月間に最大ブロックサイズを1メガバイトから2メガバイトに増やすことを促進し、2016年11月にこれが変更され、プロジェクトはソフトウェア規則の限界を鉱夫やノードの手に移したソリューションに移行した。